# Hugo Parmentier
Pas d'image ? Cliquez ici
Hugo Parmentier, né le 7 juin 1998, est un grimpeur français. Il fait partie des grimpeurs ayant atteint le neuvième degré, sa réalisation la plus difficile est une voie cotée 9b, Eagle 4.

## Biographie
Hugo Parmentier découvre l'escalade à 4 ans.
En janvier 2020, Hugo Parmentier enchaîne la voie Eagle 4 de cotation 9b, à Saint-Léger-du-Ventoux. 
Le 11 mars 2023, il réalise son premier bloc 8C, Le pied à coulisse dans la forêt de Fontainebleau
En 2023, il relève le défi pour les 70 ans du premier 7A à Fontainebleau, de réaliser 100 blocs de cotation 7A en une journée, avec le grimpeur belge Sebastien Berthe. Cette performance dans la forêt de Fontainebleau a été filmée et donne lieu à un court métrage, Bleau dans la peau, réalisé par Jérome Tanon et présenté au festival Montagne en Scène 2024.

## Réalisations notables en falaise

### 9b
- Eagle 4 (19 janvier 2020)[2]

### 9a+
- La Moustache qui fâche (juillet 2019)[5]
- Hyper Finale (août 2023)[6]

## Réalisations notables en bloc

### 8C
- Le pied à coulisse[3]